# Älesjön (Ödestugu socken, Småland)
Älesjön är en sjö i Jönköpings kommun i Småland och ingår i Lagans huvudavrinningsområde. Sjöns area är 0,042 kvadratkilometer och den befinner sig 260 meter över havet.